# Joodse begraafplaats (Farmsum)
De Joodse begraafplaats aan de Bredelaan in Farmsum is de oudste Joodse begraafplaats van de Nederlandse provincie Groningen. Ze werd rond 1655 in gebruik genomen. Met name de Joden uit Delfzijl, waar een grote gemeenschap was, gebruikte deze begraafplaats, maar ook de Joden uit andere plaatsen brachten hier hun doden naar hun laatste rustplaats, omdat in hun eigen plaats (nog) geen eigen begraafplaats was.
De begraafplaats werd al snel te klein en werd in 1703 uitgebreid. In 1775 volgde een tweede uitbreiding.
In 1832 heeft het perceel de kadastrale aanduiding Delfzijl L 74, met plaatselijke benaming: Geesweer.
Er bevinden zich nog zo'n 90 grafstenen op deze begraafplaats, maar het aantal begravenen zal hoger liggen. Er werd vroeger veel gebruikgemaakt van houten grafmarkeringen, omdat steen te duur was. Een heel bijzondere grafsteen die op deze begraafplaats heeft gestaan, staat nu in het Rabbinaatshuis te Groningen. Het is de steen van Rabbijn Jozef. Hij overleed in 1693.